# Breezy Johnson
Breezy Johnson (Jackson, 19 gennaio 1996) è una sciatrice alpina statunitense, campionessa del mondo nella discesa libera e nella combinata a squadre a Saalbach-Hinterglemm 2025.

## Biografia

### Stagioni 2012-2020
Breezy Johnson ha fatto il suo esordio in gare valide ai fini del punteggio FIS il 5 dicembre 2011, in supergigante a Copper Mountain classificandosi 10ª. L'11 dicembre 2012 ha debuttato in Nor-Am Cup, partecipando al supergigante di Panorama e piazzandosi 35ª. L'11 dicembre 2015 ha conquistato il primo podio in Nor-Am Cup, vincendo la discesa libera di Lake Louise, e il 4 dicembre 2015 nella medesima località ha fatto il suo esordio in Coppa del Mondo classificandosi 41ª in discesa libera.

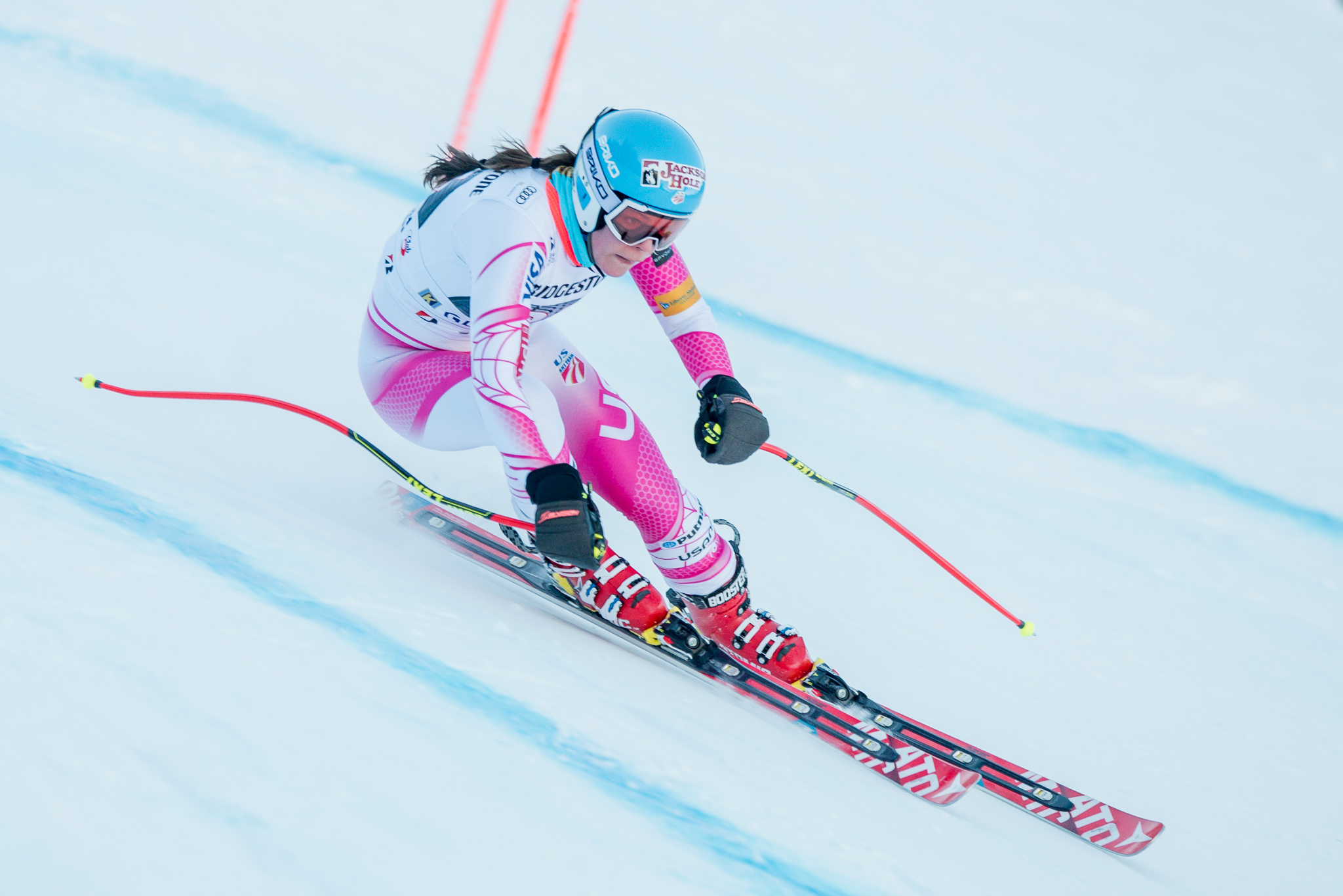
Breezy Johnson in gara a Garmisch-Partenkirchen nel 2017

Il 14 gennaio 2016 ha conquistato il suo primo podio in Coppa Europa arrivando 2ª nella prima delle due gare di discesa libera in programma lo stesso giorno ad Altenmarkt-Zauchensee; nella gara del pomeriggio si è migliorata ottenendo così la sua prima vittoria nel circuito continentale. Ha esordito ai Campionati mondiali a Sankt Moritz 2017, dove si è piazzata 15ª nella discesa libera e 28ª nel supergigante; ai XXIII Giochi olimpici invernali di Pyeongchang 2018, sua prima presenza olimpica, è stata 7ª nella discesa libera e 14ª nel supergigante.

### Stagioni 2021-2025
Il 18 dicembre 2020 ha ottenuto a Val-d'Isère in discesa libera il primo podio in Coppa del Mondo (3ª) e ai successivi Mondiali di Cortina d'Ampezzo 2021 si è piazzata 9ª nella discesa libera, 15ª nel supergigante e non ha completato la combinata e a quelli di Courchevel/Méribel 2023 è stata 24ª nel supergigante e non ha completato la discesa libera e la combinata.
Nel 2024 è stata riconosciuta colpevole di una violazione dei regolamenti antidoping (mancata reperibilità per controlli a sorpresa), da lei stessa anticipata all'inizio di quella stagione 2023-2024 assieme alla decisione di non gareggiare fino alla chiusura della vicenda; la sospensione comminatale dalla USADA, l'agenzia antidoping statunitense, è stata di 14 mesi a decorrere dal 10 ottobre 2023 ed è tornata alle gare nel dicembre del 2024. Ai Mondiali di Saalbach-Hinterglemm 2025 ha vinto la medaglia d'oro nella discesa libera e nella combinata a squadre (in coppia con Mikaela Shiffrin) e si è classificata 19ª nel supergigante.

## Palmarès

### Mondiali
- 2 medaglie:
  - 2 ori (discesa libera, combinata a squadre a Saalbach-Hinterglemm 2025)

### Coppa del Mondo
Miglior piazzamento in classifica generale: 17ª nel 2021
- 8 podi (tutti in discesa libera):
  - 3 secondi posti
  - 5 terzi posti

### Coppa Europa
- Miglior piazzamento in classifica generale: 36ª nel 2016
- 4 podi:
  - 2 vittorie
  - 1 secondo posto
  - 1 terzo posto

#### Coppa Europa - vittorie
| Data             | Località              | Paese   | Specialità |
| ---------------- | --------------------- | ------- | ---------- |
| 14 gennaio 2016  | Altenmarkt-Zauchensee | Austria | DH         |
| 19 febbraio 2025 | Sarentino             | Italia  | SG         |

Legenda:

DH = discesa libera

SG = supergigante

### Nor-Am Cup
- Miglior piazzamento in classifica generale: 6ª nel 2016
- Vincitrice della classifica di discesa libera nel 2016
- 4 podi:
  - 2 vittorie
  - 1 secondo posto
  - 1 terzo posto

#### Nor-Am Cup - vittorie
| Data             | Località    | Paese       | Specialità |
| ---------------- | ----------- | ----------- | ---------- |
| 11 dicembre 2015 | Lake Louise | Canada      | DH         |
| 13 marzo 2016    | Aspen       | Stati Uniti | DH         |

Legenda:

DH = Discesa libera

### South American Cup
- Miglior piazzamento in classifica generale: 29ª nel 2024
- 1 podio:
  - 1 terzo posto

### Campionati statunitensi
- 4 medaglie:
  - 1 oro (discesa libera nel 2020)
  - 3 bronzi (discesa libera, supergigante nel 2015; supergigante nel 2020)